# Ophiocordyceps unilateralis
Ophiocordyceps unilateralis es una especie de hongo ascomiceto de la familia Clavicipitaceae. Comparte con el resto de sus congéneres el ser parasitoide. Ophiocordyceps unilateralis es capaz de modificar la conducta de las hormigas que infecta, específicamente de la tribu Camponotini, haciéndolas subir a la parte superior de una planta donde se anclan a la nervadura de una hoja con sus mandíbulas antes de morir, asegurando una distribución máxima de las esporas procedentes del cuerpo fructífero que brota del cadáver del insecto.

## Ciclo vital
Como otros hongos patogénicos para los insectos en el género de los Ophiocordyceps, O. Unilateralis tiene preferencia por una especie de huésped determinado, en este caso la hormiga Camponotus leonardi, pero se sabe que puede parasitar otras especies similares de hormigas con menos éxito en el control del huésped y en la reproducción.
Las esporas del hongo entran en el cuerpo del insecto probablemente a través de la cutícula mediante actividad enzimática donde empiezan a consumir los tejidos no vitales. El hongo se expande por el cuerpo de la hormiga y probablemente produce compuestos que afectan al sistema nervioso de la misma, cambiando su comportamiento mediante mecanismos hasta ahora desconocidos, provocando que el insecto escale el tallo de una planta y use sus mandíbulas para fijarse a la misma. 
El hongo entonces mata a la hormiga y continúa creciendo hasta que su micelio invade más tejidos blandos y refuerza estructuralmente el exoesqueleto de la hormiga. Más micelios salen de la hormiga y se anclan a la planta mientras secretan antimicrobiales para eliminar la competencia. Cuando el hongo está preparado para reproducirse, sus esporocarpos crecen de la cabeza de la hormiga y se abren liberando las esporas. Este proceso dura entre 4 y 10 días.